# Улица Хейкконена (Петрозаводск)
Улица Хейкконена — улица в Петрозаводске. Расположена в районе Древлянка. Проходит от Лососинского шоссе до Лесного проспекта. Длина — около 1400 метров.

## История
25 апреля 1986 года участок магистрали от бульвара Интернационалистов до Лососинского шоссе был определён как часть улицы Попова.
14 октября 1987 года участок магистрали от Лесного проспекта до бульвара Интернационалистов получил название улицы Хейкконена в честь героя Гражданской войны.
В 1989 году участок улицы Попова от бульвара Интернационалистов до Лососинского шоссе был включён в состав улицы Хейкконена.
С 1 июня 2008 года по улице были запущены автобусные маршруты № 17, № 19, № 20 и № 24.
С 2011 по 2014 год велось строительство нового бассейна на этой улице.
В 2020 году началась разработка проекта реконструкции улицы Хейкконена, по которому планировалось асфальтировать улицу и оборудовать шесть светофоров.
14 июня 2025 года в районе пересечения улицы Хейкконена и улицы Тимофея Артемьева установлен поклонный крест будущего храма.

## Застройка

### Нечётная сторона
Нечётная сторона представляет собой малоэтажную застройку, детский сад, построенный в 2021 году, бассейн, обувную фабрику и прочие коммерческие и промышленные здания.

### Чётная сторона
Чётная сторона представляет собой многоэтажную застройку домами серии 75 серии, несколькими детскими садами и школой № 46.

## Транспорт

### Автобус
На 27 мая 2025 года автобусное движение отсутствует, как и остановочные пункты.